# USS Wilson (DD-408)
O USS Wilson foi um navio contratorpedeiro operado pela Marinha dos Estados Unidos e a décima e última embarcação da Classe Benham. Sua construção começou em março de 1937 no Estaleiro Naval de Puget Sound e foi lançado ao mar em abril de 1939, sendo comissionado na frota norte-americana em julho do mesmo ano. Era armado com uma bateria principal composta por quatro canhões de 127 milímetros e dezesseis tubos de torpedo de 533 milímetros, tinha um deslocamento de mais de duas toneladas e conseguia alcançar uma velocidade máxima acima de 38 nós. 
O Wilson passou seus primeiros anos na Costa Oeste e no Oceano Pacífico em patrulhas e exercícios, porém a ameaça cada vez maior de u-boots alemães em 1941 fez o navio ser transferido para o Oceano Atlântico. Com a entrada dos Estados Unidos na Segunda Guerra Mundial, o Wilson foi enviado para a Europa em março de 1942 com uma força-tarefa para reforçar a Frota Doméstica britânica na escolta de comboios para a União Soviética. Ele não enfrentou inimigos e retornou em maio, sendo logo em seguida transferido para participar da Guerra do Pacífico.
O contratorpedeiro participou de diversas operações no Pacífico, principalmente como escolta, envolvendo-se nas campanhas de Guadalcanal, Ilhas Gilbert e Marshall, Ilhas Marianas e Palau e Filipinas. O Wilson foi danificado por um ataque kamikaze durante a Batalha de Okinawa, com cinco tripulantes sendo mortos, porém continuou operando na área. Depois do fim da guerra, a embarcação circulou por águas chinesas até retornar para casa no final de 1945. Ele depois foi usado no ano seguinte como navio alvo nos testes nucleares da Operação Crossroads, sendo descomissionado em agosto de 1946 e permanecendo em Kwajalein até ser deliberadamente afundado em março de 1948.